# Кротики (Дубровенский район)
Кротики (бел. Кро́цікі) — деревня в Дубровенском районе Витебской области Республики Беларусь. В составе Волевковского сельсовета.

## География
Рядом трасса Н2700.
Ближайшие населённые пункты Алексейки, Ляды и др.

## История
В 1910 году в Холбнянской волости Горецкого уезда Могилёвской губернии.

## Население

### Численность
- 2009 год — 2 жителей

### Динамика
- 1910 год — 20 дворов, 79 муж., 79 жен.[2]
- 1999 год — 18 жителей (перепись населения)
- 2009 год — 2 жителей (перепись населения)[2]

## Улицы
- Центральная